# Willehad
Willehad, oprindelig Vilhaed, latiniseret Vilhadus (født omkring 740 i Northumbria, død 8. november 789 i Blexen ved Weser) virkede fra omkring 770 som missionær i Frisland og i det sachsiske område og blev den første biskop i Bremen. Hans navn betyder "den viljestærke kæmper".

## Liv og gerning
Willehad opererede fra 772 i Frisland i Dokkum-området. Fra 780 missionerede han på vegne af Karl den Store ved den nederste Weser i Wigmodi gau, men måtte flygte som følge af det saksiske oprør i 782. Han tog på en pilgrimsrejse til Rom, hvorefter han tilbragte derefter to år i klosteret Echternach.
Efter den saksiske leder Widukinds dåb i 785 vendte Willehad straks tilbage til sit tidligere missionområde. Den 13. juli 787 blev Willehad ordineret i Worms i nærvær af Karl den Store som biskop af Wigmodi, Laras, Riustri, Asterga, Nordendi og Wanga (ved det nederste Weser og mellem udmundingen af Weser og Ems). Den 14. juli 788 oprettede Karl den Store ved den romerske lokalitet Speyer bispedømmet Bremen omfattende den nordlige del af Sachsen og overdrog på vegne af pave Hadrian I dette nye stift og på råd af ærkebiskop Lullus af Mainz og biskopperne til Willehad. Denne gjorde Bremen til sit sæde. Efter forbillede fra det nordumbriske kirkesystem opfyldte Willehad saksernes pastorale behov i Wigmodi Gau ved at bruge omrejsende præster. Kirkeopførelser i Elben-Weser-området var derfor oprindeligt sjældne.
På Allehelgensdag (1. november) 789 indviede han den første katedral i Bremen, som stadig var en træbygning. En uge senere døde han i Blexen af en voldsom feber. Han blev først begravet i et begravelseskapel ved katedralen. Senere blev Wilhadikapellet bygget til for at huse resterne af Willehad. Den 8. november 860 lod ærkebiskop Ansgar rester efter Willehad, som i stigende grad blev tilbedt som en helgen, overføre fra kapellet til katedralen. Denne dag blev bestemt af Ansgar som en festdag for helgener og var i 1230 i katedralen blandt de seks højest rangerende helligdage og bliver stadig betragtet som en kirkelig mindedag, som markeres i den romersk-katolske, protestantiske og den ortodokse kirke. Mellem Nordjylland og Wittenburg nær Hildesheim blev i alt atten kirker og kapeller dedikeret til denne helgen. Hans knogler blev til reformationen æret som relikvier, men gik tabt.
Willehad blev også en del af det profane bygrundlæggelseslegende for Bremen.

### Vita Sancti Willehadi
Beskrivelsen af hans liv blev til 838, men sandsynligvis ikke før midten af det 9. århundrede sandsynligvis i Echternach klosteret, hvor biskoppen opholdt sig 783/784. Forfatteren er ukendt. En oprindelse i Bremen kan udelukkes, fordi ærkebiskop Ansgar, forfatteren af mirakelrapporterne, ikke kendte dem. Forfatteren fremstiller Willehad som et forbillede, og det menes, at fremhævelsen af asketiske træk var rettet specifikt mud monkene i Echternach kloster. På trods af alle de sædvanlige idealiseringer, der var typiske for tiden, indeholder skildringen konkrete oplysninger baseret på ovennævnte livsdata.
Derudover indeholder den to vigtige udsagn. Den første er en beskrivelse og vurdering af den kejserlige kroning af Karl den Store. For det andet er Vita af særlig betydning som kilde til Bremens historie, som her blev nævnt første gang, herunder byens ophøjelse til centrum for bispedømmet og missionsvirksomhed, hvordan Bremen Stift opstod, og til det første katedralbyggeri.

### Miracula Willehadi
Ærkebiskop Ansgar skrev om miraklerne i tilknytning til Sankt Willehad mellem 860 og sin død i 865. Han beskriver 36 konkrete sager om hvorledes ved hans grav blinde, lamme og forkrøblede, døve og stumme blev helbredte. Nøjagtige oplysninger om oprindelsen af de syges hjemsteder er den første omtale af et antal stednavne fra Bremen-området.